# Heptacodium
Heptacodium là một chi thực vật thuộc họ Caprifoliaceae. Chi này có các loài sau (tuy nhiên danh sách này có thể chưa đủ):
- Heptacodium miconioides, Rehder
- Heptacodium jasminoides, Shaw

## Hình ảnh

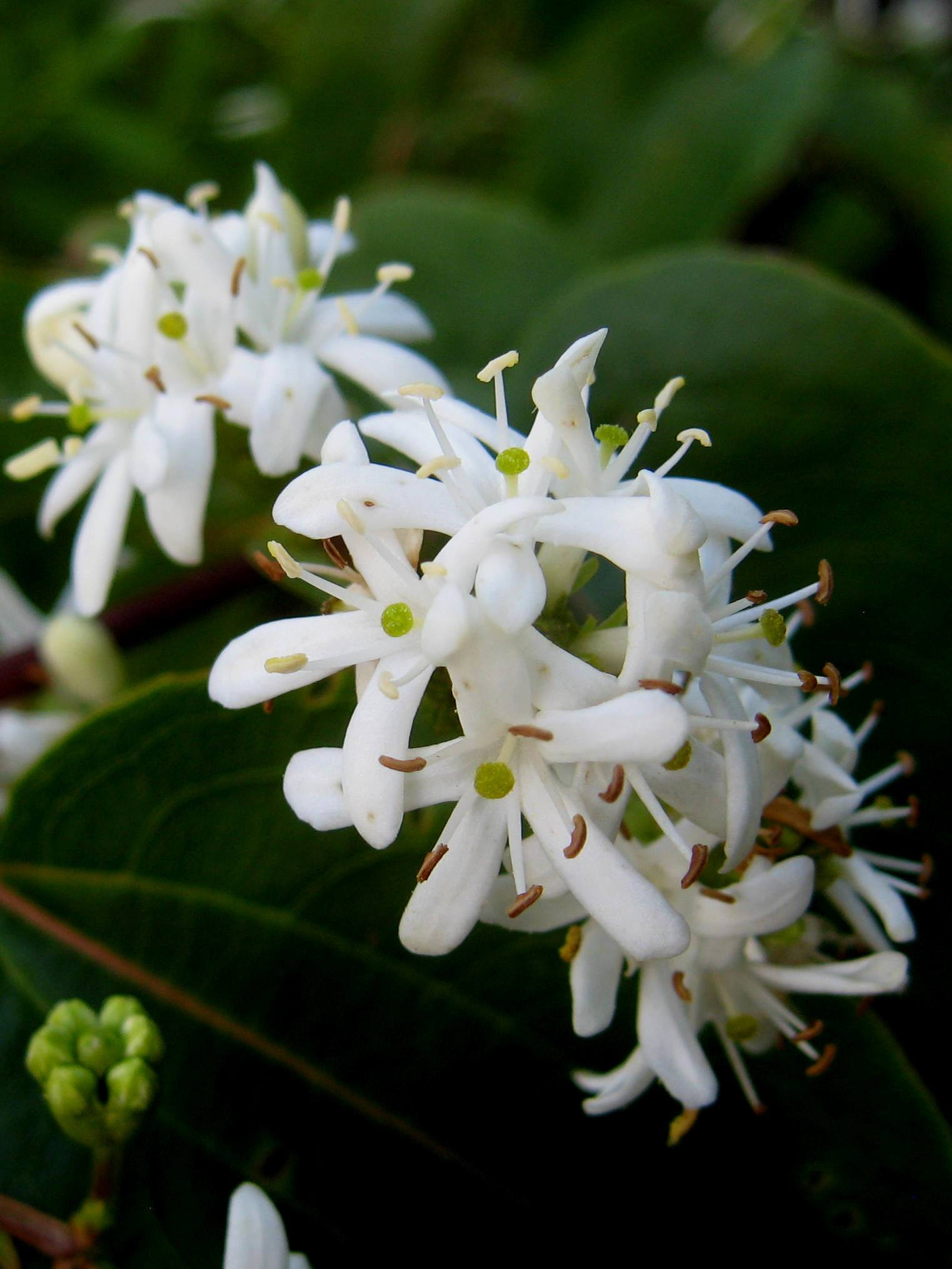
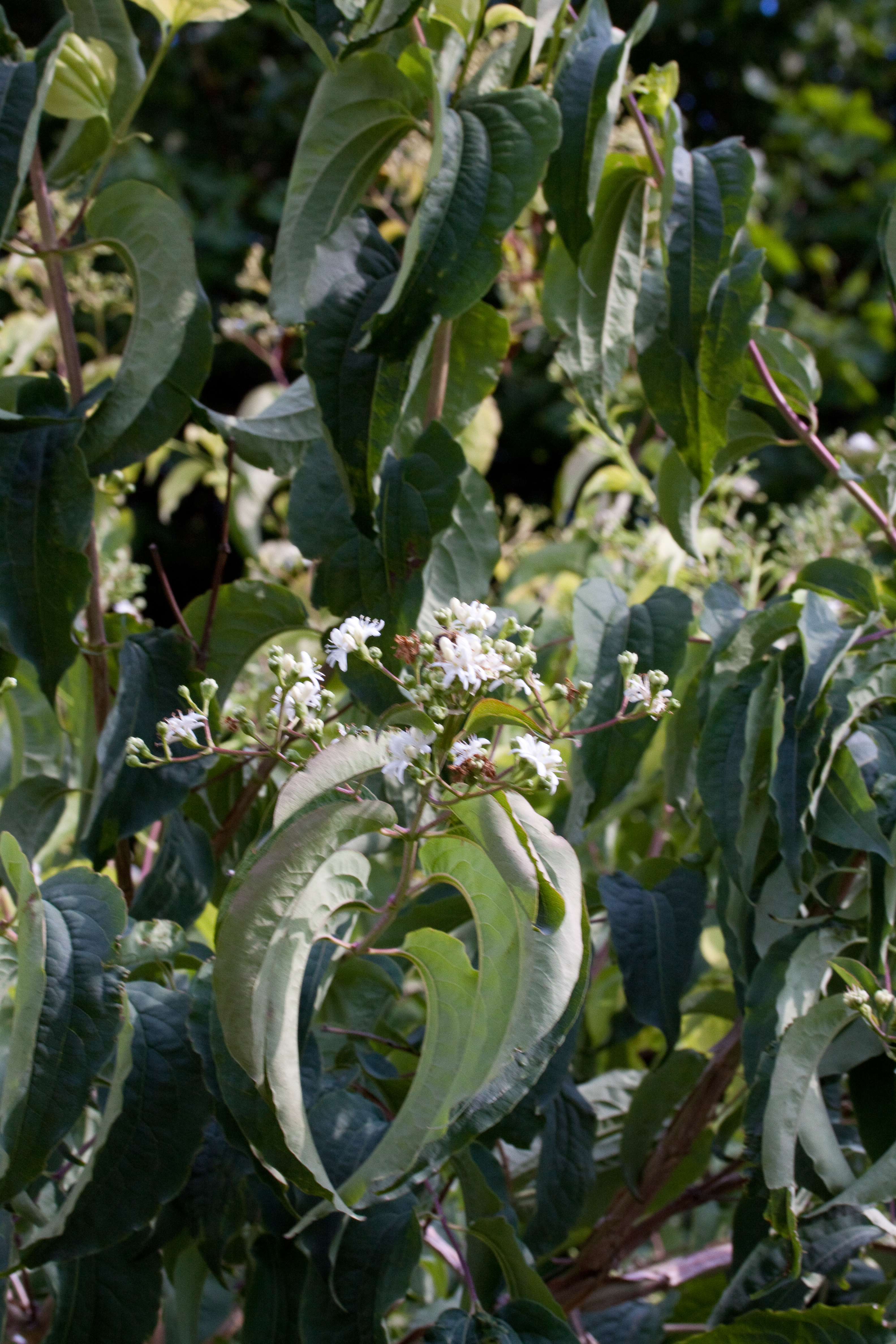